# 咕噜小天使
《咕噜小天使》是一款由日本Falcom开发的动作冒险游戏。PC版于2004年12月25日发售，PlayStation Portable版则于2006年6月29日在日本发售，2007年2月13日在北美发行。
游戏标题并未得到官方的解释，但是标题很可能是日语词和日语汉字的结合。因此可能被口译为“旋转人”，或者从小程度上可以解释为“旋转大陆”。

## 游戏玩法
《咕噜小天使》是一款以战斗为主的3D平台游戏。帕琳可以获得各种头饰，装备后可获得各种效果，例如对水攻击、强烈攻击的防护，或者HP值的回复。每一个头饰可以升级以提高性能。帕琳的钻头已经达到4种力量等级，可通过战斗或回复点来提升，亦可因受损而下降。当前钻头等级显示损伤可被处理情况，以及时常在各个等级中变化。大多数用于在各个等级中来回复HP值或者钻头力量的可消耗物品可以购买或者寻找得到。
玩家可在游戏中通过游戏提供的通关后难度更高的新等级得到重玩的意义。游戏开始时提供初玩者模式和普通模式，困难模式、快乐模式和疯狂模式在通关之前难度模式后开启。
此外，头饰亦可带给玩家操纵角色多种能力和保护，玩家也可使用许多装备。装备合适可以激发附加的能力。这些需通过贩售机购买或者完成一定难度下的游戏，或者通过如同在特定时间发生日期进行游戏。

## 情节
一名叫做帕琳的少女在父母前往海外进行挖掘活动后，前往铁瑟镇与她的爷爷一同居住。被告知小镇上没有其他的小孩，她发现了一个被狗骚扰的另一个女孩。帕琳救了那个女孩，发现这女孩实际上是个只能被小孩所看见的幽灵。为了答谢帕琳，那幽灵带她到小镇后墙的一个裂缝，那显露着幽灵世界的大门。一部分被称为幻影的幽灵开始了一系列对幽灵村庄的攻击。发掘出传说中的钻头的帕琳决心与幻影战斗，还原幽灵村庄的和平。

## 角色
- 帕琳（Parin，聲優：大河内雅子）

搬到迪斯街的12岁女孩。
由于自己的父母经常外出旅行考古而从小就习惯搬家生活。所以帕琳几乎没有知心的朋友，到了迪斯街后一直很想能结识同年纪的孩子。最终和幽灵们成为好朋友。帕琳性格慢条斯理，但也有很会说话的一面，总之是个相当可爱大方的女孩子。她最喜欢的零食是草莓蛋糕。
- 碧诺（Pino，聲優：有岛摩由）

帕琳的好朋友，幽灵女孩。
笨头笨脑而又没有方向感，心地十分善良，在众多幽灵之中她可说是大家的偶像。
- 普柯（Puku，聲優：菅沼久义）

帕琳的好朋友，相当于碧诺哥哥的男幽灵。
一副冷静沉着的模样，是一个幽灵一家的中心人物。他经常为帕琳提供很多好建议，对帕琳来说他除了是一个好朋友，也是一个可靠的幽灵。但事实上他的身份是最终的“复仇王子”。
- 波库（Poko，聲優：佐藤智惠）

一副泥溶溶模样的幽灵。性格慢腾腾的，最喜欢跳舞。
最近对人类世界和蛋糕产生了兴趣，但是一跑到街上总是引起一番骚动。
- 皮耶尔（Pierre，聲優：高户靖广）

带着一顶法国式帽子的幽灵。
目标是成为上层绅士，以至于对他来说每日下午的喝茶时间是必不可少的。
- 伊瓦奥（Iwao，聲優：佐藤正治）

一名体格强壮的幽灵。实际上也是一只不怎么可靠的岩石幽灵。
最近在为身子的不断风化这一问题伤脑筋。
- 裘奇（Chucky，聲優：进藤尚美）

一名喜欢装作一副怪兽样子的幽灵。
虽说是一只幽灵，但是一个嫩小子，他非常希望自己可以早一天长大成人。

## 音乐
在本作中，Falcom Sound Team jdk以电子乐为主，其他音乐元素为辅来配乐，表现出了本作的轻松气氛。
本作主题曲也均由Falcom Sound Team jdk担任作曲。
- 《ぐるぐるTonight!》（歌：イカルス渡辺）
- 《Friends》（歌：しばざきあやこ）

## 咕噜小天使Online
2005年7月，falcom和韩国MIDAS Entertaiment Studio达成协议，共同开发网络游戏《咕噜小天使online》。

## 扩展阅读
- Gifford, Kevin. . Newtype USA. Vol. 6 no. 1. January 2007: pp. 134–135. ISSN 1541-4817.